# Adelaide Cioni
Adelaide Cioni (Bologna, 1976) è un'artista e traduttrice italiana.

## Biografia
Studentessa di disegno all'Università della California a Los Angeles, si laurea in storia contemporanea. Dopo aver tradotto per dieci anni opere di John Cheever, David Foster Wallace, Lydia Davis, A. M. Homes, Michel Faber, Richard Ford, Adam Langer, Dawn Powell per editori quali Minimum fax, Fazi, Feltrinelli, Rizzoli, Bompiani, Einaudi, si diploma in scultura all’Accademia di Belle Arti di Roma e inizia una carriera di artista esponendo in gallerie e musei quali il MAMbo di Bologna, la Galleria nazionale d'arte moderna e contemporanea di Roma, il MAR di Ravenna.